# Paranthura caribbiensis
Paranthura caribbiensis är en kräftdjursart som beskrevs av Brian Frederick Kensley 1982. Paranthura caribbiensis ingår i släktet Paranthura och familjen Paranthuridae. Inga underarter finns listade i Catalogue of Life.